# Амиран, Давид
Давид Амиран (Давид Хорст Калльнер Амиран нем. Horst Kallner до 1938; 13 декабря 1910[…], Берлин — февраль 2003, Иерусалим) — немецкий и израильский учёный-географ, профессор (с 1963). Основатель Израильского географического общества и его президент (1961—1977). Директор Исследовательского совета Израиля и Негевского института исследований пустынь (1956—1959) и Иерусалимского института изучения Израиля (1978—1984).

## Биография
Родился 13 декабря 1910 года в Шпандау, Берлин, в семье Йосеф-Ицхак Келлнер и Гертруда (в дев. Катценштейн).
Изучал геоморфологию в университетах Фрайбурга и Франкфурта под руководством Ганса Шраппера. Затем переехал в Берлинский университет.
Был в экспедиции на Урале, где провёл геоморфологические исследований. Это обсуждалось в 1948 году на Ноябрьской сессии ИГН АН СССР.
После прихода к власти Гитлера в 1933 году, он переехал в Швейцарию. В 1935 году в Бернском университете защитил докторскую диссертацию по рекам Италии.
Переехал в Палестину. Начал работать библиотекарем геологического факультета Еврейского университета в Иерусалиме.
В 1938 году получил вид на жительство в Британской Палестине и поменял имя на David Horst KALLNER.
Во время Второй мировой войны служил офицером Британской инженерной службы в картографическом подразделении в Египте и Европе. Затем работал в Метеорологической службе Палестины и службе картографирования. Участвовал в Войне за независимость Израиля (1947—1949).
В 1949 году он начал преподавать географию в Еврейском университете в Иерусалиме, основал там первую кафедру географии, профессор (1963—1979). Вице-президент университета (1965—1968).
В 1956—1959 годах — директор Исследовательского совета Израиля и Негевского института исследований пустынь.
В 1978 году основал Иерусалимский институт изучения Израиля и был его директором до 1984 года.
Скончался в феврале 2003 года[уточнить] в Иерусалиме. Похоронен в Хар ха-Менухот.

## Семья
Жена — Рут Амиран (в дев. Брандштеттер); 1914—2005), археолог Музея Израиля, была удостоена премии Израиля в области археологии (1982).

## Награды и премии
- 1977 — Премия Израиля в области географии (социальных наук).

## Членство в организациях
В 1961 году он основал Израильское географическое общество (Israeli Geographical Association), президент до 1977 года.
В 1962—1968 годах — председатель Комиссии Международного географического союза по аридной зоне.
С 1968 года — член Комиссии Союза по проблемам человека и окружающей среды.

## Публикации
Опубликовал более 120 книг и статей, среди них:
- Kallner Horst Grundzüge der Morphologie des Süd-Ural // Zeitschrift für Geomorphologie. 1936. Band IX. Heft 5. 180—203.
- Amiran D. Атлас Израиля (на иврите, 1956—1964; английское расширенное издание, 1970 год)
- Amiran D., Wilson A.W. Coastal Deserts: Their Natural and Human Environments. Tucson: University of Arizona Press, 1973.

Редактор:
- Р. Рерих «Bibliotheca Geographica Palestinae» (1963)
- «Использование земель ЮНЕСКО в полузасушливом средиземноморском климате» («Исследование засушливых зон», том 26, 1964 г.)

Его архив хранится в Архивном отделе Национальной библиотеки в Иерусалиме.

## Память
Ежегодно Исследовательский фонд Давида Амирана присуждает стипендии выдающимся студентам — исследователям географии.